# Édith Thomas
Pour les articles homonymes, voir Thomas.
Édith Thomas est une romancière, archiviste, historienne et journaliste française née le 23 janvier 1909 à Montrouge (Hauts-de-Seine) et morte le 7 décembre 1970 à Paris.

## Biographie
Fille d'un ingénieur agronome et d'une institutrice, Édith Thomas fait des études à l’École des chartes dont elle sort archiviste paléographe en 1931.
Dès 1933, elle obtient le Prix du premier roman pour La Mort de Marie. Elle devient ensuite journaliste à Ce soir et dans diverses revues (Vendredi, Europe, Regards, etc.) pour lesquelles elle rédige des reportages. Elle suit notamment la guerre d'Espagne au côté des Républicains.
Pendant la Seconde Guerre mondiale, elle entre dans la Résistance et adhère au Parti communiste en 1942. Elle contribue à la parution des Lettres françaises clandestines. Elle publie sous pseudonyme (Jean Le Guern, Auxois), sur des presses clandestines, des nouvelles qui seront reprises en recueil dès 1943 dans Contes d'Auxois, aux nouvelles Éditions de Minuit. La même année, elle fonde le Comité national des écrivains avec Jean Paulhan et Claude Morgan. En 1944, elle contribue au premier numéro de Femmes françaises, un magazine féministe et communiste, en informant le lectorat du décès de la résistante Danielle Casanova.
Elle devient conservateur aux Archives nationales à partir de 1948 et quitte le Parti communiste en 1949. Elle a alors une liaison avec Anne Desclos, alias Dominique Aury, qui se serait inspirée de certains traits de sa personnalité pour composer le personnage d'Anne-Marie dans Histoire d'O. 
Elle est une pionnière de l’histoire des femmes : son essai Les « Pétroleuses », où elle raconte l'histoire de femmes accusées à tort d'avoir été des incendiaires pendant la Commune de Paris, obtient en 1964 le Prix Fémina Vacaresco. Elle prépare une biographie de Louise Michel, qui sera publiée à titre posthume en mars 1971,.
Membre du jury du prix Femina, elle meurt en 1970.

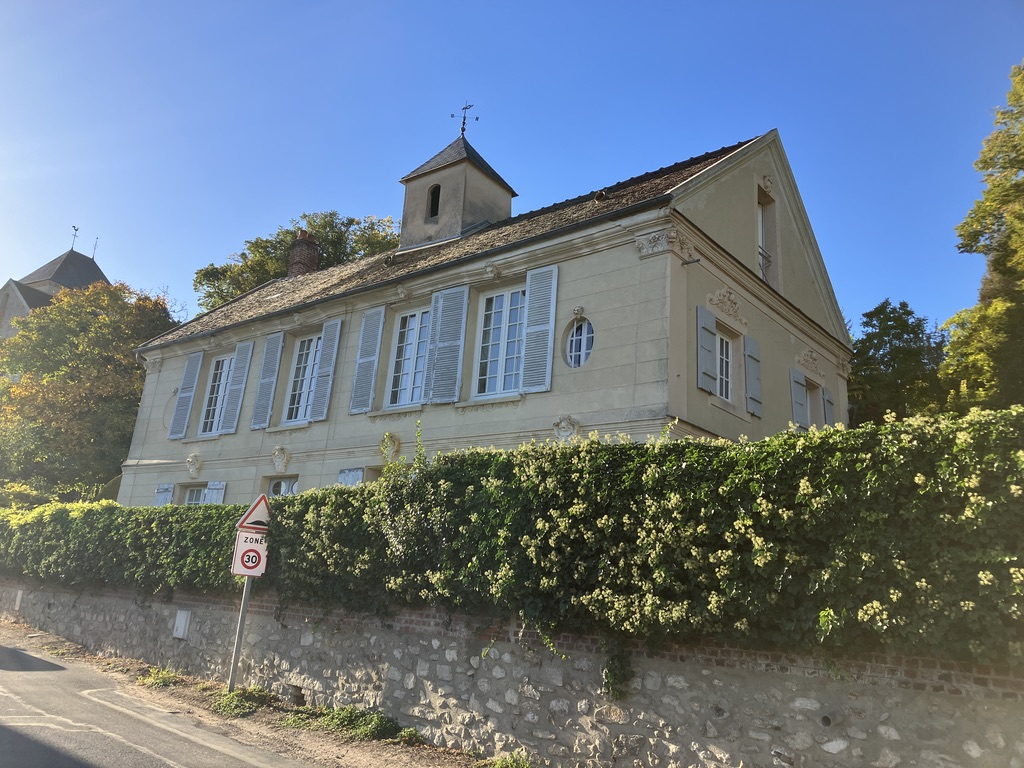
Maison familale au 41, rue du Bourg à Sainte-Aulde.

Édith Thomas est inhumée à Sainte-Aulde (Seine-et-Marne) dans le petit cimetière communal.

## Distinctions
- Médaille de la Résistance française (décret du 11 mars 1947)[11].
- Prix du premier roman (1933)
- Prix Fémina Vacaresco (1964)[8].

## Hommages
- Une plaque commémorative en sa mémoire est apposée au no 15 rue Pierre-Nicole, dans le 5e arrondissement de Paris.
- Une voie publique de Paris porte son nom, près de Montrouge où elle est née : la place Édith-Thomas, dans le 14e arrondissement de Paris.
- Le bâtiment des archives municipales et métropolitaines de Grenoble porte son nom depuis son inauguration le 16 juin 2022[12].

## Œuvres
- La Mort de Marie, Paris, Gallimard, 1934.
- L'Homme criminel, Paris, Gallimard, 1934.
- Sept-Sorts, Paris, Gallimard, 1935
- Le Refus, Paris, Éditions sociales internationales, 1936.
- Contes d'Auxois (transcrit du réel), Paris, Éditions de Minuit, 1943.
- Le Champ libre, Paris, Gallimard, 1945.
- Études de femmes, Paris, Éditions Colbert, 1945.
- La Libération de Paris, Paris, Mellottée, 1945.
- Berthie Albrecht, Pierre Arrighi, général Brosset, D. Corticchiato, Jean Prévost, cinq parmi d'autres, Paris, Éditions de Minuit, 1947 (avec René Char, Jacques Lecompte-Boinet, général de Larminat, Vercors).
- Jeanne d'Arc, Paris, Éditions Hier et aujourd'hui, 1947.
- Les Femmes de 1848, Paris, PUF, 1948.
- Ève et les autres, Paris, Gizard, 1952.
- Pauline Roland. Socialisme et féminisme au XIXe siècle, Paris, M. Rivière, 1956.
- George Sand, Paris, Éditions universitaires, 1959.
- Les « Pétroleuses », Paris, Gallimard, 1963, réédition L'Amourier éditions 2019.
- Rossel, coll. « Leurs figures », Paris, Gallimard, 1967.
- édition critique des Œuvres du cardinal de Retz, Paris, Gallimard, 1968 (bibl. de la Pléiade) (avec M. Allem).
- Le Jeu d'échecs, Paris, Grasset, 1970 -réédition en 2018, Paris,  Viviane Hamy (ajouté par Daniel Thomas, neveu d'Édith Thomas).
- Louise Michel ou la Velléda de l'anarchie, Paris, Gallimard, 1971.
- Pages de journal (1939-1944), Paris, Viviane Hamy, 1995.
- Le Témoin compromis, Paris, Viviane Hamy, 1995 (rédigé en 1952, « mémoires », présentation par Dorothy Kaufmann)  (ISBN 287858-062-1).

### Sources
- Dorothy Kaufmann, Édith Thomas, passionnément résistante, Paris, Autrement, 2007 (trad. de Édith Thomas, a Passion for Resistance, Cornell University Press, 2004)
- Christian Amalvi (dir.), Dictionnaire biographique des historiens français et francophones, Paris, La Boutique de l’histoire, 2004
- Les papiers personnels d'Edith Thomas sont conservés aux Archives nationales, site de Pierrefitte-sur-Seine, sous la cote 318AP : Inventaire du fonds.
- Dorothy Kaufmann, Nicole Racine, notice « Édith Thomas », Le Maitron en ligne.
- Dominique Missika, Résistantes 1940-1944, 2021, 269 p. (ISBN 978-2-07-294029-3), p. 83-85.